# Помпония Цецилия Аттика
Помпо́ния Цеци́лия А́ттика (лат. Pomponia Caecilia Attica), (родилась в 51 году до н. э. — после 29 до н. э.) — римская матрона, первая жена Марка Випсания Агриппы.

## Происхождение
Помпония Цецилия была дочерью всадника Тита Помпония Аттика, друга Цицерона, и Цецилии Пилии, сестры Квинта Пилия Целера, происходившей по материнской линии от Лициниев Крассов.
Её двойное имя объясняется тем, что её отец в 65 году до н. э. был усыновлён своим дядей Квинтом Цецилием, и, согласно римским обычаям, его имя было изменено на Квинт Цецилий Помпониан Аттик. Имя девочки также изменилось с Помпонии на Цецилию. В источниках чаще всего указываются оба её имени.
В семье Цецилия была вторым ребёнком (у неё был старший брат), получила хорошее образование. Ходили слухи, что Цецилию и учителя, её обучавшего, связывали далеко не отношения ученицы и наставника, однако источников, подтверждающих эту связь, нет.

## Брак
Около 37 года до н. э. Помпония Цецилия выходит замуж за Марка Випсания Агриппу, друга и соратника Октавиана Августа, который был старше её на 12 лет. Для девочки из скромной семьи это был очень удачный брак. Брак был устроен при содействии Марка Антония.
В 36 году до н. э. Помпония родила Агриппе первого ребёнка — девочку по имени Випсания Агриппина, которая стала первой женой Тиберия, пасынка Октавиана.
В 28 году Агриппа женился во второй раз — на Клавдии Марцелле Старшей. Неизвестно, что к тому времени стало с Помпонией Цецилией — она могла умереть или получить развод.